# Sabine Berg (Inlineskaterin)
Sabine Berg (* 28. Juli 1990 in Gera) ist eine deutsche Inline-Speedskaterin des „RSV Blau-Weiß Gera“. Seit 2008 gewann sie mehrere Titel und Medaillen bei den Welt- und Europameisterschaften im Inline-Speedskating.

## Werdegang
Sabine Bergs Mutter Katharina war selbst aktive Skaterin und ist als Trainerin beim RSV Blau-Weiß Gera tätig, wodurch Sabine Berg frühzeitig zum Speedskating kam. Im Juniorenbereich wurde sie zehnfache Europameisterin.
2007 wurde sie bei der WM in Cali (Kolumbien) Juniorenweltmeisterin im Ausscheidungsrennen über 20.000 Meter (Straße). 2011 und 2012 gewann sie den Berlin-Marathon, nachdem sie bereits 2007 Zweite wurde. Im Jahr 2013 wurde sie beim Berlin-Marathon Dritte zeitgleich mit Katharina Rumpus.
In ihrer ersten Saison im Aktivenbereich konnte sie im Juli 2008 dreimal Gold und eine Bronzemedaille bei den Europameisterschaften in ihrer Heimatstadt Gera gewinnen. Zunächst wurde sie am 23. Juli Dritte im Bahnrennen über 1000 Meter, am 26. Juli siegte sie auf der Straße im 10.000-Meter-Punkterennen sowie in der 5000-Meter-Staffel der Damen (mit Tina Strüver und Jana Gegner). Einen Tag später gewann sie das Marathonrennen.
Im September 2008 gewann sie bei der Weltmeisterschaft in Gijón Silber im Marathonrennen sowie Bronze in der 3000-Meter-Staffel mit Jana Gegner und Lisa Kaluzni.
2009 konnte sie bei der Europameisterschaft in Ostende gleich vier Goldmedaillen und bei der Weltmeisterschaft in Haining drei Goldmedaillen gewinnen. In der deutschlandweiten Rennserie German-Inline-Cup gelang ihr zudem der Sieg in der Gesamtwertung.
2010 gewann sie bei der Europameisterschaft in San Benedetto del Tronto weitere drei Goldmedaillen.
Bei der Weltmeisterschaft konnte sie eine Silbermedaille in der Staffel gewinnen und sich für die World Games 2013 qualifizieren.
Sabine Berg ist Polizeimeisterin und Mitglied der Sportfördergruppe der thüringischen Polizei. Seit 2016 startet sie für das Team TAX Racing.

## Palmarès
- 2005
  - JWM in Suzhou
    - Bronze 5000 m Staffel (Bahn)

  - DM
    - Silber 5000 m Punkte
- 2006
  - JWM in Anyang
    - Bronze 5000 m Staffel (Straße)

  - DM
    - Gold 5000 m Staffel und 10.000 m TZF
    - Bronze 500 m
- 2007
  - JWM in Cali
    - Gold Marathon

  - DM
    - Gold 500 m und 10.000 TZF
    - Silber 5000 m Staffel
- 2008
  - WM in Gijón
    - Silber Marathon
    - Bronze 3000 m Staffel (Bahn)

  - EM in Gera
    - Gold 10.000 m Punkte (Straße), 5000 m Staffel (Straße) und Marathon
    - Bronze 1000 m (Bahn)

  - DM
    - Gold 500 m, 1000 m, 3000 m, 5000 m Punkte, 10.000 m Auss., Halbmarathon, Marathon und 10.000 m TZF
    - Silber 300 m
    - Bronze 5000 m Staffel

  - Siegerin Rhein-Ruhr-Marathon
- 2009
  - WM in Haining
    - Gold 20.000 m Auss. (Straße), 5000 m Staffel (Straße) und Marathon

  - EM in Ostende
    - Gold 1000 m (Bahn), 3000 m Staffel (Bahn), 15.000 m Auss. (Straße) und Marathon
    - Silber 10.000 m Auss. (Bahn)
    - Bronze 500 m (Bahn) und 10.000 m Punkte-Auss. (Bahn)

  - DM
    - Gold 500 m, Halbmarathon und Marathon
    - Silber 1000 m, 3000 m, 5000 m Punkte, 10.000 m Auss., 5000 m Staffel

  - German-Inline-Cup
    - Siegerin Gesamtwertung
    - Siegerin Mittelrhein-Marathon
- 2010
  - WM in Guarne
    - Silber 3000 m Staffel (Bahn)

  - EM in San Benedetto
    - Gold 3000 m Staffel (Bahn), 15.000 m Auss. (Straße) und Marathon
    - Silber 10.000 Punkte (Straße)
    - Bronze 500 m (Bahn) und 5000 m Staffel (Straße)

  - DM
    - Gold 1000 m, 5000 m Punkte, Halbmarathon und 1400 m Team
    - Silber 300 m, 500 m, 10.000 m Punkte-Auss., 5000 m Staffel

  - German-Inline-Cup
    - Siegerin Mittelrhein-Marathon und XRace

  - Siegerin Fränkische Schweiz-Marathon
- 2011
  - WM in Yeosu
    - Bronze 3000 m Staffel (Bahn) und 5000 m Staffel (Straße)

  - EM in Heerde und Zwolle
    - Gold 3000 m Staffel (Bahn), 500 m (Straße) und 15.000 m Auss. (Straße)
    - Silber 10.000 m Auss. (Bahn), 5000 m Staffel (Straße) und Marathon

  - DM
    - Gold 1000 m, 5000 m Punkte, Marathon
    - Silber 500 m, 5000 m, 1400 m Team
    - Bronze 300 m

  - German-Inline-Cup
    - Siegerin Gesamtwertung
    - Siegerin Rhein-Main Skate-Challenge, XRace, Geisingen Halbmarathon und Köln-Marathon

  - Siegerin Berlin-Marathon
- 2012
  - WM in Ascoli Piceno
    - Silber 3000 m Staffel (Bahn)

  - EM in Szeged
    - Silber 3000 m Staffel (Bahn)

  - DM
    - Gold 5000 m Punkte
    - Silber 5000 m Punkte Auss.
    - Bronze 500 m, 1000 m und Halbmarathon

  - German-Inline-Cup
    - Siegerin Gesamtwertung
    - Siegerin Rhein-Main Skate-Challenge und XRace

  - Siegerin Berlin-Marathon
- 2013
  - EM in Almere
    - Silber 3000 m Staffel (Bahn), 15.000 m Auss. (Straße) und 5000 m Staffel (Straße)
    - Bronze 10.000 m Auss. (Bahn)

  - DM
    - Silber 500 m und 5000 m Punkte Auss.
    - Bronze 300 m und 5000 m Punkte

  - German-Inline-Cup
    - Siegerin Köln-Marathon
    - 2. Platz Geisingen HM

  - 3. Platz Berlin-Marathon
- 2014
  - EM in Geisingen
    - Gold 3000 m Staffel (Bahn) und 5000 m Staffel (Straße)
    - Silber 20.000 m Auss.

  - DM
    - Gold 1000 m und 10.000 m Punkte Auss.
    - Silber 500 m und 5000 m Punkte
    - Bronze 300 m

  - German-Inline-Cup
    - 2. Platz Berliner Halbmarathon, Mittelrhein Marathon
    - 3. Platz Rhein-Main Skate-Challenge
- 2015
  - WM in Kaohsiung
    - Silber 5000 m Staffel (Straße)
    - Bronze 3000 m Staffel (Bahn)

  - EM in Wörgl und Innsbruck
    - Silber 3000 m Staffel (Bahn) und 5000 m Staffel (Straße)

  - German-Inline-Cup
    - Siegerin Gesamtwertung, Berliner Halbmarathon, Arena Geisingen Halbmarathon und Prag
    - 2. Platz Salzburg
- 2016
  - EM in Heerde
    - Silber 3000 m Staffel (Bahn)
- 2019
  - WM in Barcelona
    - Bronze Marathon